# Robert Castello
Robert Castello, né le 7 juin 1906 à Agres (Espagne) et mort le 29 mai 1976 à Toulouse, est un ingénieur aéronautique français d'origine espagnole.

## Biographie
Né en Espagne le 7 juin 1906, Robert Castello arrive à Toulouse en 1917 quand sa famille immigre en France. Placé comme garçon de course à 14 ans dans un laminoir, il suit des cours par correspondance jusqu'à l'âge de 16 ans. En septembre 1922, sur recommandation de son patron, Robert Castello est embauché aux Constructions Aéronautiques Émile Dewoitine (CAED) situés à côté de la ferronnerie.
Embauché comme dessinateur dans le bureau d'études jusqu'à la fermeture de l'entreprise (devenue Construction des Avions Dewoitine (CAD) entre-temps) en 1927. Comme de nombreux collègues, il se retrouve à la Société des tramways toulousains (TCRT).
À la création de la Société Aéronautique Française (SAF), Robert Castello est rembauché comme chef de section à 22 ans puis est nommé Chef du Bureau des Projets à 28 ans.  
Robert Castello, du crayon duquel sortira le Dewoitine D.520, crée 16 planeurs sous le nom « Castel ». Il est le père, avec Pierre Mauboussin, de l'avion à réaction école français, le Fouga Magister construit par les Établissements Fouga & Cie.

## Distinctions, décorations
- Chevalier de la Légion d'honneur au titre du Ministère des Armées (Air)
- Médaille de l'Aéronautique
- Médaille d’Or de la Fédération française de vol à voile (1976)

## Liste des planeurs Castel
- Planeurs Castel :
  - Castel C-24
  - Castel C-24S
  - Castel C-242
  - Castel C-25 S
  - Castel C-34
  - Castel C-301S
  - Castel C-31P
  - Castel C-310P
  - Castel C-311P
  - Castel C-32
  - Castel C-34 Condor
  - Castel C-36
  - ''Casoar''

- Planeurs Castel-Mauboussin :
  - Castel-Mauboussin CM.7
  - Castel-Mauboussin CM.71
  - Castel-Mauboussin CM.8
  - Fouga CM.8.13
  - Castel-Mauboussin CM.8-15
  - Castel-Mauboussin Jalon